# Liste der Venuskrater/C
| Name       | Position          | ⌀       | Benannt nach                                                                                 |
| ---------- | ----------------- | ------- | -------------------------------------------------------------------------------------------- |
| Caccini    | 17,4° N, 170,4° O | 38,1 km | Francesca Caccini (1587–1640), italienische Sängerin und Komponistin                         |
| Caitlin    | 65,3° S, 12° O    | 14,7 km | walisischer Vorname                                                                          |
| Caiwenji   | 12,4° S, 72,4° W  | 22,6 km | Cai Wenji (177–250), chinesische Dichterin und Musikerin                                     |
| Caldwell   | 23,6° N, 112,4° O | 51 km   | Taylor Caldwell (1900–1985), US-amerikanische Bestsellerautorin und Journalistin             |
| Callas     | 2,4° N, 27° O     | 33,8 km | Maria Callas (1923–1977), US-amerikanische Opernsängerin                                     |
| Callirhoe  | 21,2° N, 140,7° O | 33,8 km | Kallirhoe (ca. 600 v. Chr.), griechische Bildhauerin                                         |
| Caroline   | 6,9° N, 53,7° W   | 18 km   | französischer Vorname                                                                        |
| Carr       | 24° S, 64,3° W    | 31,9 km | Emily Carr (1871–1945), kanadische Malerin und Schriftstellerin                              |
| Carreno    | 3,9° S, 16,1° O   | 57 km   | Teresa Carreño (1853–1917), venezolanische Pianistin und Komponistin                         |
| Carson     | 24,2° S, 15,9° W  | 38,8 km | Rachel Carson (1907–1964), US-amerikanische Zoologin, Biologin und Wissenschaftsjournalistin |
| Carter     | 5,3° N, 67,3° O   | 17,5 km | Maybelle Carter (1909–1978), US-amerikanische Country-Musikerin und -Sängerin                |
| Castro     | 3,4° N, 126,1° W  | 22,9 km | Rosalía de Castro (1837–1885), spanische Lyrikerin                                           |
| Cather     | 47,1° N, 107° O   | 24,6 km | Willa Cather (1876–1947), US-amerikanische Schriftstellerin                                  |
| Centlivre  | 19,1° N, 69,6° W  | 28,8 km | Susanna Centlivre (ca. 1667–1723), englische Schauspielerin und Dramatikerin                 |
| Chapelle   | 6,4° N, 103,8° O  | 22 km   | Dickey Chapelle (1919–1965), US-amerikanische Fotografin und Kriegsjournalistin              |
| Chechek    | 2,6° S, 87,7° W   | 7,2 km  | Vorname der Tuwiner                                                                          |
| Chiyojo    | 47,8° S, 95,7° O  | 40,2 km | Fukuda Chiyo-ni (1703–1775), japanische Dichterin                                            |
| Chloe      | 7,4° S, 98,6° O   | 18,6 km | griechischer Vorname                                                                         |
| Cholpon    | 40° N, 70° W      | 6,3 km  | kirgisischer Vorname                                                                         |
| Christie   | 28,3° N, 72,7° O  | 23,3 km | Agatha Christie (1891–1976), britische Schriftstellerin                                      |
| Chubado    | 45,3° N, 5,6° O   | 7 km    | Vorname der Fulbe                                                                            |
| Clara      | 37,5° S, 124,7° W | 3,2 km  | lateinischer Vorname                                                                         |
| Clementina | 35,9° N, 151,4° W | 4 km    | französischer Vorname                                                                        |
| Cleopatra  | 65,8° N, 7,1° O   | 105 km  | Kleopatra VII. (69–30 v. Chr.)                                                               |
| Cline      | 21,8° S, 42,9° W  | 38 km   | Patsy Cline (1932–1963), US-amerikanische Country-Sängerin                                   |
| Clio       | 6,3° N, 26,5° W   | 11,4 km | griechischer Vorname                                                                         |
| Cochran    | 51,9° N, 143,4° O | 100 km  | Jacqueline Cochran (1906–1980), US-amerikanische Fliegerin                                   |
| Cohn       | 33,3° S, 151,9° W | 18,3 km | Ola Cohn (1892–1964), australische Künstlerin                                                |
| Colleen    | 60,8° S, 162,2° O | 13,5 km | irischer Vorname                                                                             |
| Comnena    | 1,2° N, 16,3° W   | 19,5 km | Anna Komnena (1083–1154), byzantinische Prinzessin und Geschichtsschreiberin                 |
| Conway     | 48,3° N, 39° O    | 49,3 km | Anne Conway (1631–1679), englische Philosophin                                               |
| Cori       | 25,4° N, 72,9° O  | 56,1 km | Gerty Cori (1896–1957), böhmisch-amerikanische Biochemikerin und Nobelpreisträgerin          |
| Corinna    | 22,9° N, 40,6° O  | 19,2 km | Korinna, griechische Dichterin                                                               |
| Corpman    | 0,3° N, 151,8° O  | 46 km   | Elisabeth Hevelius, geborene Koopmann (1647–1693), Danziger Astronomin                       |
| Cortese    | 11,4° S, 141,6° W | 27,7 km | Isabella Cortese (fl. 1561), italienische Alchemistin                                        |
| Cotton     | 70,8° N, 59,8° W  | 48,1 km | Eugénie Cotton (1881–1967), französische Physikerin                                          |
| Cunitz     | 14,5° N, 9,1° W   | 48,6 km | Maria Cunitz (1610–1664), polnische Astronomin                                               |
| Cynthia    | 16,7° S, 12,5° W  | 15,9 km | griechischer Vorname                                                                         |